# Bishop (comics)
Pour les articles homonymes, voir Bishop.
Lucas Bishop, alias Bishop est un anti-héros évoluant dans l’univers Marvel de la maison d'édition Marvel Comics. Créé par Whilce Portacio et John Byrne, le personnage de fiction apparaît pour la première fois dans le comic book Uncanny X-Men #282 en novembre 1991.
Au cinéma, le personnage a été interprété par l'acteur Omar Sy dans le film X-Men: Days of Future Past (2014).

## Biographie du personnage

### Origines
Lucas Bishop est né vers la fin du XXIe siècle dans un futur alternatif de l'univers Marvel (la Terre-811), une réalité au sein de laquelle les robots chasseurs de mutants les Sentinelles ont pris le contrôle de l'Amérique du Nord. Dans cette ligne temporelle, le professeur Charles Xavier et la plupart des membres de l'équipe de mutants qu'il a fondée, les X-Men, ont été tués. Les mutants survivants ont été traqués pendant des années et tués ou incarcérés dans des camps de concentration, après qu’un jeune mutant a causé la mort de millions de personnes durant un événement dénommé la « Guerre de Six Secondes ». Ce désastre poussa alors les gouvernements à traquer et exterminer les mutants.
Les parents de Bishop, des aborigènes australiens, se sont enfuis en Amérique peu de temps avant que l'Australie ne soit détruite lors d'une frappe nucléaire tactique. Ils sont ensuite capturés et internés dans un camp de concentration de mutants, qui est déplacé à Sheep's Head Bay, Brooklyn, un arrondissement de New York.
C’est dans le camp que Bishop voit le jour, ainsi que sa sœur Shard, tous les deux ayant reçus dès leur plus jeune âge un tatouage en forme de « M » à la hauteur de l’œil droit, afin d’être immédiatement identifiables comme des mutants.
Alors qu’il est encore un enfant, Lucas voit ses parents se faire tuer. Le jeune garçon regrette alors de n'avoir pas eu l’opportunité de tuer le messie des mutants, ce qui aurait empêché l’avènement d’une telle réalité.
Vivant dans le camp avec sa grand-mère et sa sœur, à la mort de la vieille femme les deux enfants partent vivre au Nevada. Ils intégrèrent le XSE (Xavier's Security Enforcers (en)), une milice mutante qui s’inspire des X-Men.
Au cours d'une mission, Shard est mortellement blessée mais son essence vitale est préservée sous la forme d'un hologramme, grâce à la technologie Stark/Fujikawa.

### Rencontre avec les X-Men
Bishop et son équipe XSE sont à la poursuite d'un criminel mutant, Trevor Fitzroy, qui peut voyager dans le temps grâce à un autre mutant, Bantam.
Lorsque Fitzroy sacrifie les Hellions pour faire évader l'ensemble des prisonniers de son époque via un portail géant, l'équipe de Bishop traverse également le portail pour intervenir. Tuant tous les criminels qui leur résistent, ils sont confrontés à l'équipe Or des X-Men (après un combat contre le Roi d'Ombre, les X-Men ont constitué deux équipes). Tout d'abord incrédule concernant leur identité, Bishop finit par se rendre à l'évidence. De leur côté, les X-Men le poursuivent pour éviter que lui et ses compagnons ne fassent plus de dégâts, les XSE ne s'embarrassant pas trop de considérations pour les dommages collatéraux ou pour la survie des criminels qu'ils pourchassent. Ses deux compagnons tués, Bishop est sauvé par les X-Men. Ramené à Westchester, il est confronté au Professeur Xavier en tête à tête ; celui-ci décide, à la grande surprise de ses élèves, d'intégrer Bishop dans l'équipe Or. 
Dans le futur de Bishop, les X-Men ont été tués au combat, sans que l'on connaisse l'agresseur. Il ne reste que deux traces de leurs derniers moments : un vieil homme, appelé « le Témoin » qui semble avoir beaucoup côtoyé l'équipe, et une vidéo faite par Jean Grey juste avant de se faire tuer qui appelle à l'aide les autres équipes X, un traître ayant abattu tous les autres X-Men.
Si les X-Men doutent de son histoire, Bishop y croit fortement et a l'intention de démasquer le traître avant la mort de ses nouveaux coéquipiers. Bishop découvre alors que « le Témoin » n'est autre que Gambit, ce que le vieil homme ne lui avait jamais avoué. Gambit passe alors en tête des suspects, même si les X-Men n'ont aucun doute sur la fidélité de ce dernier.
Bishop s'intègre peu à peu à l'équipe Or. Tornade, réticente face aux méthodes brutales de Bishop, lui apprend peu à peu celles des X-Men ; dans le même temps, Xavier, inquiet de ce futur que lui présente son nouvel élève, essaie de reprendre l'initiative face aux menaces qui pèsent sur le monde des mutants. Bishop se retrouve donc en première ligne pour combattre les Acolytes et Magnéto, les Morlocks et Mikhail Rasputin, Stryfe, etc.
Lorsque Légion tue son père Charles Xavier dans une crise de folie, provoquant l’Ère d’Apocalypse, les X-Men et Légion disparaissent, emportés par le paradoxe temporel. Bishop, déjà exilé dans le temps, reste seul sur place.
Il réapparaît dans la vie des X-Men quelque quarante ans plus tard, et réussit à convaincre Magnéto de tenter de changer à nouveau le passé ; Magnéto, malgré les sacrifices que cela entraînera, regroupe l'ensemble de ses troupes pour trouver un moyen de projeter de nouveau Bishop dans le temps, afin que la continuité de la Terre-616 soit rétablie. Revenu au moment où Légion s'apprête à frapper, Bishop se sacrifie en recevant le coup destiné à Magnéto. Il entraîne Légion avec lui dans la mort. Quant au Bishop jeune, bien qu'il ait aperçu et reconnu son double, il semble qu'il ne se souvienne plus de cette rencontre.
Bishop voit son pire cauchemar se réaliser lorsque le professeur Xavier se transforme en Onslaught. Sa présence permet aux X-Men de survivre, mais la victoire est amère. Bishop, ayant réussi la mission qu'il s'était donné en arrivant dans cette continuité temporelle, est plein de doutes sur la suite de son existence. Plus tard, piégé dans l'espace, il est séduit par Deathbird, mais tente de la tuer quand elle le trahit.
Il fait partie de l'équipe des X-Men qui partent chercher les carnets de Destinée, puis intègre l’équipe X-Treme Sanctions Executive (XSE, possible prélude aux Xavier Security Enforcers de son époque).
Il a de courtes liaisons amoureuses avec Sage et Charlotte Jones.
On ne sait pas comment, mais il intègre ensuite le FBI sous son véritable nom, jusqu'à l'histoire House of M.
Il se range ensuite du côté de la section O*N*E (« Office of National Emergency ») pour rattraper les 198 (en). Trahi par le général Lazer, il sauve les mutants puis quitte les X-Men car il nourrit désormais beaucoup de ressentiment contre certains membres, dont Cyclope.
Lors du crossover Civil War, Bishop, militaire dans l'âme, rejoint les forces de Tony Stark qui gardent la prison dans la Zone négative.

### Messiah Complex
Lors du cross-over Messiah Complex, Bishop se lance à la poursuite de Cable et du premier bébé mutant depuis la Décimation. Selon lui, tuer l'enfant permettrait au monde d'éviter le sombre futur d'où il est venu.
Il trahit les X-Men lors de l'affrontement final contre les Maraudeurs mais a le bras arraché par le Predator X. Il réussit toutefois à s'enfuir et trouve Forge, qu'il contraint de lui greffer un bras cybernétique équipé d'un appareil de déplacement temporel, et se téléporte dans le temps.

### À la poursuite de Cable
Bishop poursuit Cable dans le futur et, pour retrouver sa cible et la jeune Hope, entreprend de détruire la planète petit à petit. Finalement, seule une petite partie des États-Unis est encore peuplée. Cette traque lui prend presque onze ans.
Dans une cité de survivants (les « Propres », autrefois dirigés par Stryfe), il retrouve finalement la jeune fille, juste avant que Cable ne la sauve en faisant partir un vaisseau de colonisation vers l'espace construit par les « Impropres », vivant dans une cité voisine en ruine.
Bishop fait terminer la construction d'un second vaisseau et continue sa chasse. À la lisière du système solaire, le vaisseau de Bishop aborde celui des Impropres. Au moment où il va faire sauter la bombe nucléaire contenue dans son moignon, un vaisseau Brood attaque le navire. Tandis que Hope et son jeune amoureux Emil s'enfuient, Bishop est infecté par les Brood. Il réussit à leur échapper mais perd la bombe qu'il transportait.

## Pouvoirs, capacités et équipement
Bishop est un mutant qui peut à volonté absorber ou décharger de l'énergie, pour l'utiliser lui-même ou pour la projeter sous plusieurs formes. Son pouvoir lui permet aussi de « pomper » la puissance énergétique des ennemis qui tenteraient de l'immobiliser. Les attaques énergétiques sont donc quasiment inefficaces contre lui.
En complément de ses pouvoirs, Bishop possède une formation d'officier de police avec un entraînement intensif sur toutes les techniques d’enquêtes et d’investigations de son époque. Il a également été formé pendant plusieurs années aux techniques de combat armé ou à mains nues. C'est aussi un bon tireur, qui utilise fréquemment des pistolets laser ou des armes à feu similaires. 
- Bishop absorbe de manière automatique l’énergie externe ambiante, ou bien celle utilisée contre lui. Il peut alors projeter cette énergie absorbée sous la forme de décharges de force de concussion (force de choc) par ses mains, sous une forme semblable à celle d’origine (comme des lasers) ou sous la forme de micro-ondes[1] ;
- ce pouvoir, essentiellement passif, permet à Bishop d'absorber en permanence de l’énergie. Il peut également cumuler cette énergie avec ses propres réserves personnelles, ce qui lui permet d’accroître sa force physique, améliorer son endurance (déjà élevée, de par sa nature mutante) ou ses facultés de récupération, voire de lui octroyer un certain degré d’invulnérabilité[1] ;
- s’il absorbe trop d'énergie en même temps, il peut se retrouver en état de « surcharge », mais ses limites exactes en la matière restent encore à déterminer[1] ;
- il possède aussi un certaine niveau de résistance face aux blessures et aux poisons[1] ;
- il possède la capacité de savoir précisément quand et où il se trouve (il sait le lieu et la date à laquelle il est) ; il s’agit, selon Bishop lui-même, d’un talent appris et non inné[1], ce qui lui permet de ne jamais craindre de se perdre ;
- il a également montré qu’il était capable de laisser son esprit « flotter », mais on ne sait pas s’il s’agit d’une capacité mutante innée ou d’un talent qui lui aurait été enseigné au cours de sa vie[1].

Après avoir eu son bras droit arraché par le Predateur X, Bishop l'a remplacé par une prothèse cybernétique de très haute technologie, qu'il a volée au mutant Forge. Celle-ci est alimentée en énergie nucléaire et comporte de nombreux armements, ainsi qu’un système de voyage temporel. La prothèse est aussi capable de canaliser l’énergie que Bishop émet. Elle lui confère une force et une résistance surhumaines sur ce bras. Bien qu'elle semble avoir été détruite lors de l’ultime confrontation avec Cable, il apparaît que sa prothèse ait été reconstruite depuis.
Quand il était membre des XSE au sein de son époque temporelle, Bishop utilisait des revolvers générant des lasers ou des décharges de plasma, aux choix, ce qui lui permettait également de canaliser son énergie grâce à eux. Lors de son voyage à travers le temps, il les emmena avec lui. Mais, depuis, il utilise un vaste arsenal d’armes, différentes selon les circonstances et le matériel disponible.

## Apparitions dans d'autres médias

### Cinéma
- 2014 : X-Men: Days of Future Past de Bryan Singer, interprété par Omar Sy

### Télévision
- 1995 : X-Men (X-Men: The Animated Series) (5 épisodes), doublé en anglais par Philip Akin
- 2008-2009 : Wolverine et les X-Men (5 épisodes), doublé en anglais par Kevin Michael Richardson

### Jeux vidéo
- 2004 : X-Men Legends : interprété par Grey DeLisle
- 2005 : X-Men Legends II : L'Avènement d'Apocalypse (X-Men Legends II: Rise of Apocalypse) : interprété par Khary Payton
- 2009 : Marvel: Ultimate Alliance 2 : interprété par Emerson Brooks
- 2013 : Marvel: Avengers Alliance (en)